# Renaico
Renaico ist eine Kommune im Süden Chiles. Sie liegt in der Provinz Malleco in der Región de La Araucanía. Sie hat 10.250 Einwohner und liegt ca. 115 Kilometer nördlich von Temuco, der Hauptstadt der Region.

## Geschichte
Der Name Renaico stammt aus dem Mapudungun, der Sprache der Mapuche, die Ureinwohner des Gebiets im zentralen Süden Chiles, und bedeutet etwa „Höhlenwasser“. Erste europäische Siedler kamen im 16. Jahrhundert während der Eroberung Chiles durch die Spanier, es entstanden jedoch keine permanenten Siedlungen. Eine erste permanente Siedlung auf dem Gebiet entstand, nachdem 1849 die Ländereien von Carmen Mariluán aufgekauft wurden. Es wurde unter dem Namen „Fundo Tolpán“ oder auch „Fundo Tijeral“ bekannt. Besonders auch im Zuge der Okkupation von Araukarien ab den 1860er Jahren kamen mehr Siedler in das Gebiet der Gemeinde. So wurde schließlich 1884 die Siedlung von der chilenischen Regierung offiziell als Gemeinde anerkannt. Im Zuge dessen wurde die Stadt auch an die Eisenbahn angeschlossen. In den folgenden Jahren kamen auch verstärkt Einwanderer nach Renaico, zum Beispiel aus dem Baskenland. 

## Demografie und Geografie

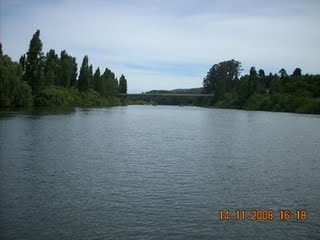
Der Río Vergara

Laut der Volkszählung aus dem Jahr 2017 leben in Renaico 10.250 Einwohner, davon sind 4957 männlich und 5293 weiblich. 81,5 % leben in urbanem Gebiet, der Rest in ländlichem Gebiet. Neben der Ortschaft Renaico gehören mehrere weitere kleine Siedlungen zur Kommune, wie etwa Tijeral oder Mininco. Die Kommune hat eine Fläche von 267 km² und grenzt im Norden an Nacimiento und Negrete in der Región del Biobío, im Osten an Mulchén in der Región del Biobío, im Süden an Collipulli, und im Westen an Angol.
Durch die Kommune fließt der Río Vergara. Daneben bildet der Río Renaico im Norden die Grenze zur Región del Biobío. Daneben ist die Gemeinde durch die Gebirgskette Cordillera de Nahuelbuta geprägt.

## Wirtschaft und Politik
In Renaico gibt es 101 angemeldete Unternehmen. Zentral ist dabei nach wie vor die Landwirtschaft. Daneben steht in Renaico ein großer Windpark, der einer der größten Chiles ist. Der aktuelle Bürgermeister von Renaico ist der unabhängige Juan Carlos Reinao Marilao. Auf nationaler Ebene liegt Ercilla im 22. Wahlkreis, der den Nordteil der Región de la Araucanía umfasst, unter anderem zusammen mit Angol, Lautaro, Melipeuco und Los Sauces.